# Antiochia am Orontes

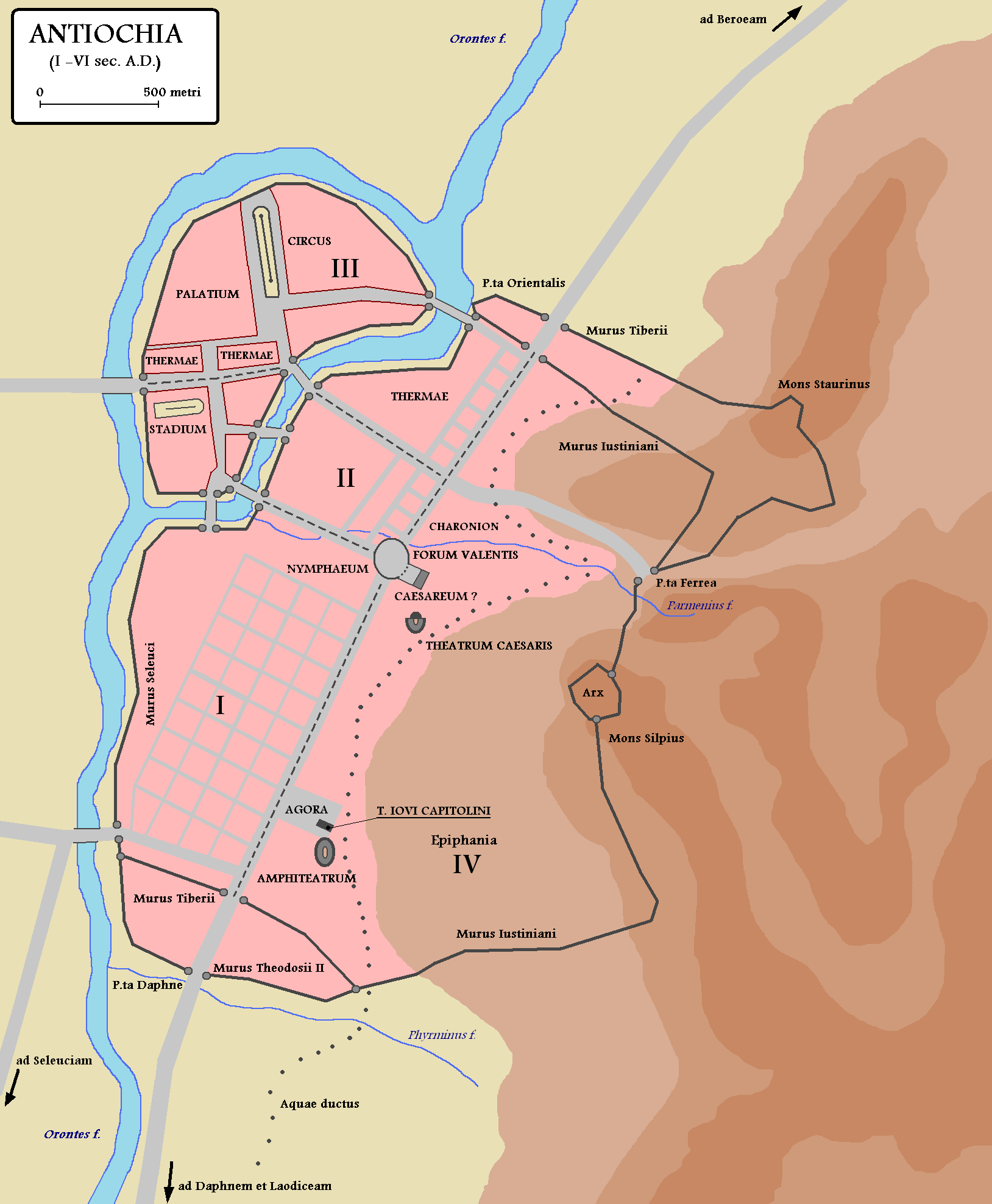
Antiochia im 1. bis 6. Jahrhundert

Antiochia am Orontes oder kurz Antiochien (auch Antiochia, altgriechisch Ἀντιόχεια ἡ ἐπὶ Ὀρόντου Antiócheia hē epì Oróntou, auch Ἀντιόχεια ἡ Μεγάλη Antiócheia hē Megálē, ‚Antiocheia die Große‘; lateinisch Antiochia ad Orontem), heute Antakya in der Türkei, war die Hauptstadt des Seleukidenreichs. Sie ist der bekannteste und mit Abstand bedeutendste mehrerer antiker Orte dieses Namens, die von verschiedenen Königen der Seleukidendynastie gegründet wurden.
In römischer und byzantinischer Zeit war sie neben dem ägyptischen Alexandria und (später) Konstantinopel die größte und bedeutendste Stadt im östlichen Mittelmeerraum und zeitweise die drittgrößte Stadt der Welt. Neben Rom, Konstantinopel, Alexandria und Jerusalem war Antiochia Sitz eines der fünf Patriarchen des Christentums.

## Lage
Antiochia liegt am nordöstlichen Zipfel des Mittelmeers, am dem Landesinneren Asiens nächstgelegenen Punkt. Ähnlich wie Rom und Athen liegt es nicht direkt am Meer, sondern hatte dort einen Hafen, Seleukeia Pieria (im Mittelalter St. Simeon). Die Stadt selbst liegt rund 30 km landeinwärts am linken Ufer des Orontes (griechisch Ὀρόντης Oróntēs, makedonisch Axius nach einem Flussgott, davon arabisch العاصي al-‘Āṣī und türkisch Asi). Im Osten ist die Stadt von vier niedrigen Bergen umgeben, darunter dem über 500 m hohen Silpios (heute Habib-i Neccar Dağı); im Westen begrenzte sie der Fluss. Ein am Silpios entspringender Bach namens Parmenios fließt durch die Stadt zum Orontes, ein weiterer Bach, Phyrminus, bildete die südliche Begrenzung. Der Flusslauf des Orontes änderte sich mehrfach über die Zeiten. Im Nordwesten der antiken Stadt gab es eine Insel im Orontes, die Standort wichtiger Repräsentationsbauten war. Nördlich der Stadt lag ein großer See, der erst im 20. Jahrhundert trockengelegt wurde.
Die Stadtmauern umgaben nur das im Osten gelegene Zentrum der Stadt, die Vorstädte in der Ebene westlich des Orontes waren ungeschützt. Reste der Mauern sind auf dem Silpios noch zu sehen. Das Stadtzentrum der seleukidischen Hauptstadt lag etwa 500 Meter, das der römischen Metropole etwa 1200 Meter nördlich dem der heutigen Stadt, deren Straßennetz auf das (wesentlich kleinere) Antakya der osmanischen Zeit zurückgeht.
Antiochia lag am Schnittpunkt verschiedener Handelsrouten, was den Aufschwung der Stadt sehr beschleunigte. Eine Straße führte vom Hafen Seleukeia Pieria nach Antiochia und überquerte den Orontes auf einer Brücke, von der sich Spolien in der Struktur der modernen Brücke erhalten haben. Weitere Straßen verbanden die Stadt mit Kilikien im Norden und mit Beroea (Aleppo) im Osten. Ammianus Marcellinus beschrieb Antiochia als „die weltberühmte, mit der sich keine vergleichen lässt, was den Überfluss der eingeführten und einheimischen Waren betrifft“.
Antiochia liegt an der Plattengrenze zwischen der Arabischen und der Eurasischen Kontinentalplatte und ist deswegen oft von starken Erdbeben betroffen. Eine Serie verheerender Beben führte im 6. Jahrhundert zum Niedergang der bis dahin blühenden Weltstadt.

## Geschichte

### Seleukidenreich

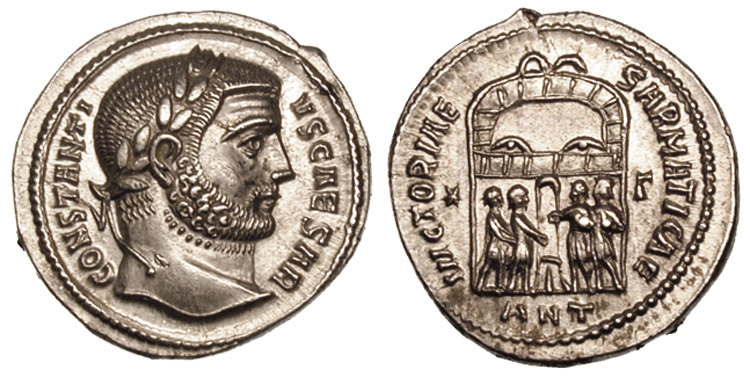
Ein römischer Argenteus, geprägt in Antiochia mit dem Bildnis des Kaisers Constantius I. und der Inschrift CONSTANTIUS CAESAR, VICTORIAE SARMATICAE

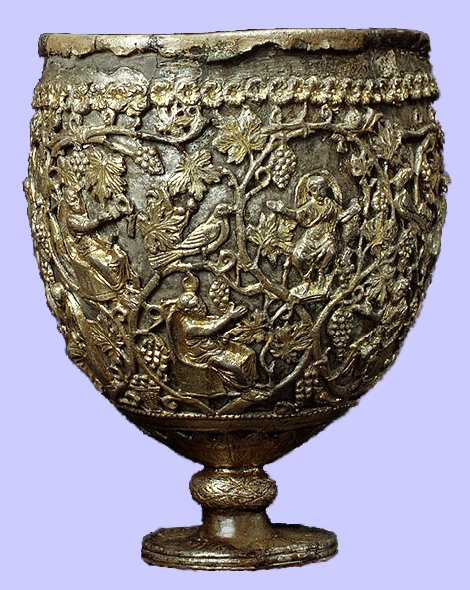
Spätantiker Kelch aus Antiochia aus dem 6. Jahrhundert n. Chr. (heute im Metropolitan Museum of Art, New York)

Unter dem Namen Antigoneia am Orontes gründete 307 v. Chr. König Antigonos I. Monophthalmos eine nach ihm benannte Stadt einige Kilometer nördlich. Nach dessen Niederlage gegen Seleukos I. (306–281 v. Chr.) in der Schlacht bei Ipsos im Sommer 301 v. Chr. wurde diese erst im Entstehen begriffene Siedlung aufgelassen und an ihrer statt 300 v. Chr. eine neue gegründet, die mit dem Namen Antiochia am Orontes versehen wurde, den Seleukos zu Ehren seines Vaters Antiochos wählte: Damit stellte er sich – wie schon sein Vorgänger Antigonos – in die Traditionslinie, die Alexander der Große vorgegeben hatte, der auf seinem Feldzug etliche Städte des eigenen Namens gegründet hatte. Die Schutzgottheit der Stadt war die Tyche von Antiochia, die auf einem Felsen sitzende Schicksalsgöttin mit dem Flussgott Orontes unter ihr.
Antiochia wurde zu einer der Hauptstädte des Seleukidenreiches und entwickelte sich rasch zu einer der bedeutendsten Weltstädte der Antike. Mehrere antike Geschichtsschreiber behandelten die Stadtgeschichte (wenngleich nur fragmentarisch erhalten), darunter etwa Pausanias von Antiochia und Domninos. Die Bürger der neuen Siedlung, die (etwa im Unterschied zu Seleukeia Pieria) als Polis organisiert wurde, stammten aus Makedonien und Griechenland, insbesondere aus Athen. Die Stadt wurde besonders unter Antiochos IV. Epiphanes (175–164 v. Chr.) prächtig ausgebaut und erhielt einen neuen Stadtteil mit dem Namen Epiphaneia. Antiochos errichtete auch einen Zeustempel, dessen Decke und Wände vergoldet waren.
Die Hauptresidenz der Seleukiden wurde Antiochia aber erst in der Spätzeit des Reiches, nachdem König Demetrios II. (145–140 und 129–125 v. Chr.) im Jahr 140 eine Niederlage gegen die Parther erlitten hatte. Wenig später verlor sein Bruder Antiochos VII. (139–129) nach großen Anfangserfolgen im Jahr 129 die entscheidende Schlacht gegen denselben Gegner und kam dabei selbst um. Die Sieger entrissen den Seleukiden endgültig den gesamten Ostteil des bisherigen Reiches und beschränkten deren Herrschaftsgebiet auf Syrien. Durch den Verlust der bisherigen Residenz Seleukeia am Tigris in Mesopotamien fiel Antiochia die Hauptstadtfunktion zwangsläufig zu.
Lange Zeit wurden in Antiochia regelmäßige Wettkämpfe (Agone) ausgetragen, die mit den Olympischen Spielen konkurrierten. Antiochias reiche Vorstadt Daphne war Ort eines bedeutenden Apollonheiligtums und eines berühmten Hains, der den Nymphen geweiht war, viele Pilger anzog und mindestens bis ins 6. Jahrhundert n. Chr. bestand.

### Römische Zeit
Im Jahre 83 v. Chr. geriet das restliche Seleukidenreich unter die Macht des Königs von Großarmenien, Tigranes II. des Großen (95–55 v. Chr.), doch führte dessen Niederlage gegen den römischen Feldherrn Lucius Licinius Lucullus zur Restituierung unter Antiochos XIII. (69–64). Nach dessen Ermordung setzte Lucullus’ Nachfolger Gnaeus Pompeius Magnus noch im selben Jahre 64 v. Chr. den letzten König Philipp II. Philorhomaios (65–64) ab und gliederte den seleukidischen Rumpfstaat in den römischen Staat ein: Antiochia wurde die Hauptstadt der Provinz Syria.
In der römischen Kaiserzeit wuchs Antiochia rasch, zählte schließlich bis zu 500.000 Einwohner und war neben Rom, Alexandria und Karthago eine der wichtigsten Städte des Reiches. Auf Feldzügen gegen das Partherreich (Partherkriege) und dann das persische Sassanidenreich (Römisch-Persische Kriege) hielten sich römische Kaiser und Feldherren mehrfach in Antiochia auf, so Germanicus (gestorben in Antiochia) oder Trajan und sein Nachfolger Hadrian (115), die dabei vom verheerenden Erdbeben von Antiochia 115, das große Teile der Stadt zerstörte, erfasst wurden, aber überlebten. Der Wiederaufbau von Antiochia wurde noch unter Trajan begonnen, jedoch erst unter Hadrian abgeschlossen. In der wiederaufgebauten Stadt hielten sich später die Kaiser Lucius Verus zwischen 162 und 166 n. Chr., Mark Aurel 175/176, Septimius Severus 198/199, Caracalla 215, Severus Alexander 232/233 und Valerian 254–256 und 258/259 auf. Insofern konnte sich die Stadt als zeitweilige „Hauptstadt“ fühlen.

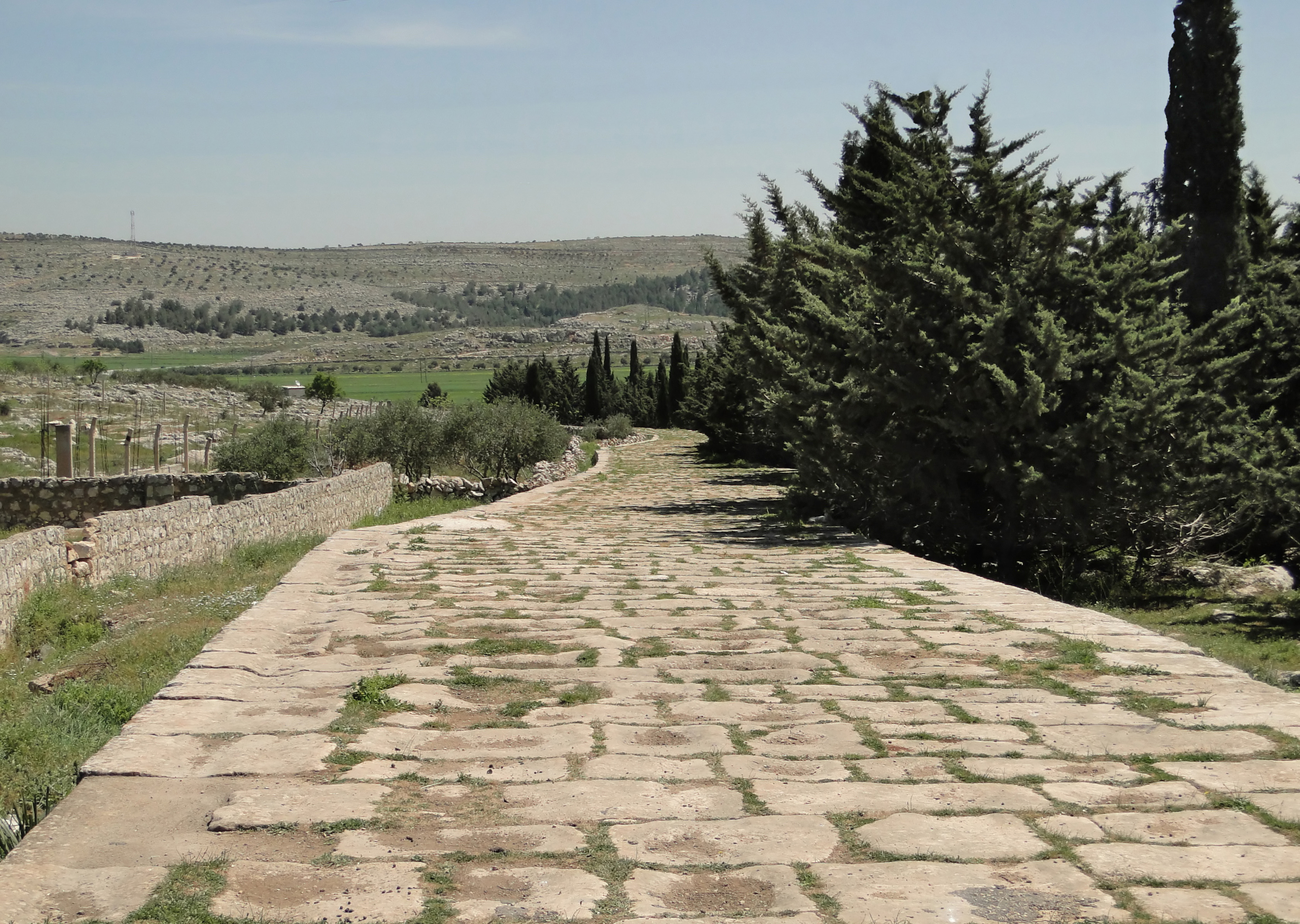
Alte Römerstraße in Syrien zur Verbindung von Antiochia und Chalkis

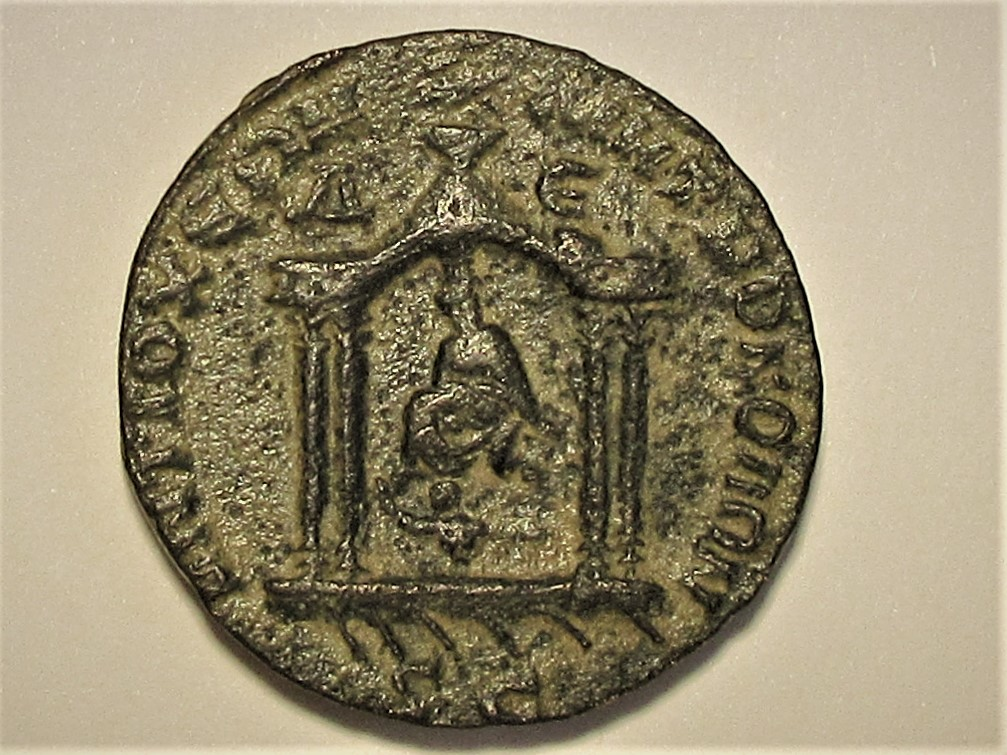
Tychetempel in Antiochia, unter dem Standbild der Tyche sitzt der Flussgott Orontes

Im 1. Jahrhundert wurde auf der Orontesinsel ein großes Hippodrom (Pferderennbahn) erbaut. Der Tychetempel der Stadt wurde auf eine Bronzemünze im Wert von 8 Assaria zur Zeit des Kaisers Volusianus geprägt. Unter dem Standbild der Tyche im Tempel sitzt dabei der Flussgott Orontes. Die Stadt besaß zudem ein prächtiges Theater sowie ein Amphitheater am Fuße des Berges Silpios, die beide durch Gallus renoviert wurden. Es gab zudem eine Straßenbeleuchtung (Libanios, Orat. 11, 267), die nach dem bedeutenden Geschichtsschreiber Ammianus Marcellinus „mit der strahlenden Helle des Tages wetteiferte“ (Ammianus 14, 1, 9).

### Christianisierung
Die Stadt nahm in der Geschichte des Christentums einen bedeutenden Platz ein (siehe Christianisierung des Römischen Reiches, Ignatius von Antiochia und Antiochenische Schule). Aus Antiochia stammte Nikolaus, einer der ersten Sieben Diakone. Nach der Überlieferung versammelte sich in der St.-Petrus-Grotte, einer Höhlenkirche im Nordosten der Stadt, die erste christliche Gemeinde um Paulus, Barnabas, Petrus und dann die ersten Bischöfe der Stadt. Hier sollen die Jünger Jesu erstmals „Christen“ (Christianoi) genannt worden sein.
Während der Christenverfolgung durch Kaiser Decius (249–251) erlitt Babylas, Bischof von Antiochia, 250 das Martyrium. Seit dem 4. Jahrhundert förderten die nunmehr christlichen Kaiser die Kirchen Antiochias. Unter Gallus wurden die Gebeine des Babylas in Daphne an der Quelle Kastalia bestattet, Julian ließ sie zurück nach Antiochia bringen. Die Kaiser Konstantin der Große (306–337) und Constantius II. (337–361) schenkten der Kirche von Antiochia wertvolle liturgische Gegenstände.
Als 362 der Apollotempel in Daphne abbrannte, wurden die Christen von Kaiser Julian der Brandstiftung beschuldigt. Ammianus Marcellinus (22, 13, 1–3) machte aber den Philosophen Asklepiades verantwortlich, der bei einem nächtlichen Besuch mit einer Kerze versehentlich die Gardinen in Brand gesetzt habe. Julian, der letzte Nichtchrist auf dem Kaiserthron, ließ daraufhin zeitweilig die Hauptkirche von Antiochia schließen und die liturgischen Geräte bestatten. Er befahl zudem die Erneuerung des Heiligtums in Daphne, die allerdings wegen seines frühen Todes nicht erfolgte. 
Mit der Etablierung der christlichen Kirche wurde Antiochia, das offenbar bereits um die Mitte des 4. Jahrhunderts recht weitgehend christianisiert war (siehe die Reaktion auf den Besuch Julians 362), Sitz eines der ursprünglich drei, später fünf altkirchlichen Patriarchate, gemeinsam mit Rom, Konstantinopel, Alexandrien und Jerusalem. Wie Rom berief es sich auf den Apostel Petrus als Gründerbischof, der nach katholischer Tradition erst später nach Rom ging und dort das Martyrium erlitt. Heute beanspruchen mehrere Kirchen die legitime Nachfolge dieses Patriarchats (siehe hierzu Patriarchat von Antiochia).

### Spätantike
In der Spätantike blieb Antiochia ungeachtet einiger schwerer Erdbeben eine der bedeutendsten Städte im (ost)römischen Reich. Die persischen Sassaniden plünderten die Stadt 253 (oder 256) und 260 unter König Schapur I., möglicherweise mit Hilfe des Überläufers Mareades. Doch im 4. Jahrhundert blühte Antiochia wieder auf, zählte Hunderttausende Einwohner und war zeitweilig die Residenz (ost-)römischer Kaiser. Die rhetorischen Schulen der Stadt zählten neben den Schulen Roms, Athens, Alexandrias (deren Schulen zwischen 700 und 900 nach Antiochien verlegt wurde) und Konstantinopels zu den führenden des spätrömischen Reiches; mehrere bedeutende Lehrer sind namentlich bekannt, so Ulpianus von Antiochia, Eusebius Arabs, Aedesius Rhetor und sein Schüler Zenobius sowie vor allem der berühmte Libanios. Auch der (neben Prokopios von Caesarea) bedeutendste spätantike Historiker Ammianus Marcellinus, ein jüngerer Zeitgenosse des Rhetors Libanios, stammte wahrscheinlich aus Antiochia; er schrieb seine Res Gestae allerdings in lateinischer Sprache.
Seit etwa 285 ließ Kaiser Diokletian, mit dem die Spätantike ihren Anfang nahm, eine ständige Residenz, ein palatium, ausbauen. Von der Mitte der Insel verlief eine mit Säulen gesäumte Straße zum Palast. Dessen Eingang bildete ein Tor mit vier Säulen, geschmückt mit der Darstellung eines Triumphes, den eine Elefantenquadriga symbolisierte. Der Rhetor Libanios beschreibt den Palast in einer Lobrede aus dem Jahre 360 (Orat. 11, 203–207), doch müssen zwischenzeitliche Veränderungen einkalkuliert werden. Dieser Gebäudekomplex ähnelte dem Palaste Diokletians in Salona, den dieser Kaiser als seinen Altersruhesitz zwischen etwa 298 und 305 errichten ließ; weitere Kaiserresidenzen befanden sich in Augusta Treverorum (Trier), Mediolanum (Mailand), Sirmium und Thessaloniki. Im Palast von Antiochia residierten unter anderem der Caesar Constantius Gallus von 351 bis 354 und der Kaiser Julian von 362 bis 363. In beiden Fällen kam es in der Stadt zu Versorgungskrisen, von denen die Krise der Jahre 362/363 besonders bekannt ist. Auch Kaiser Valens (364–378), der gegen die Sassaniden kämpfte, hielt sich lange in der Stadt auf; erst danach konnte sich Konstantinopel endgültig als Hauptstadt Ostroms gegen Antiochia durchsetzen.
Der Niedergang der Metropole begann erst im 6. Jahrhundert. 526 wurde die Stadt durch das sogenannte Erdbeben von Antiochia schwer verwüstet, dem nach Johannes Malalas bis zu 250.000 Menschen zum Opfer fielen (die Zahl ist vermutlich viel zu hoch gegriffen, lässt aber die Dimension der Katastrophe erahnen). Nur wenige Jahre darauf erfolgte der entscheidende Schlag: 540 griff der Sassanidenkönig Chosrau I. das römische Syrien an und eroberte Antiochia im Sturm. Er deportierte einen Großteil der Einwohner nach „Chosrauantiochia“ bei Ktesiphon und zerstörte die Stadt angeblich bis auf wenige Gebäude. Unter Kaiser Justinian I. (527–565) wurde Antiocha mit dem Beinamen Theoupolis („Stadt Gottes“) zwar wieder aufgebaut, doch bedeckte diese Siedlung nur noch einen Teil des früheren Areals. Die Kunstproduktion, die bis zum Perserangriff geblüht hatte, brach weitgehend zusammen; nach 540 wurden anscheinend auch keine Mosaiken mehr gefertigt. Dennoch blieb Antiochia bedeutend. 613 kam es nahe der Stadt zu einer großen Schlacht zwischen Oströmern und Sassaniden, in der die kaiserlichen Truppen unterlagen. Wohl 638 wurde Antiochia, das 615 an die Perser gefallen und erst 630 wieder römisch geworden war, dann durch die Araber erobert (siehe Islamische Expansion). Damit endete die antike Periode der Stadt.
Zur späteren Geschichte des Ortes siehe Antakya.

## Archäologische Überreste

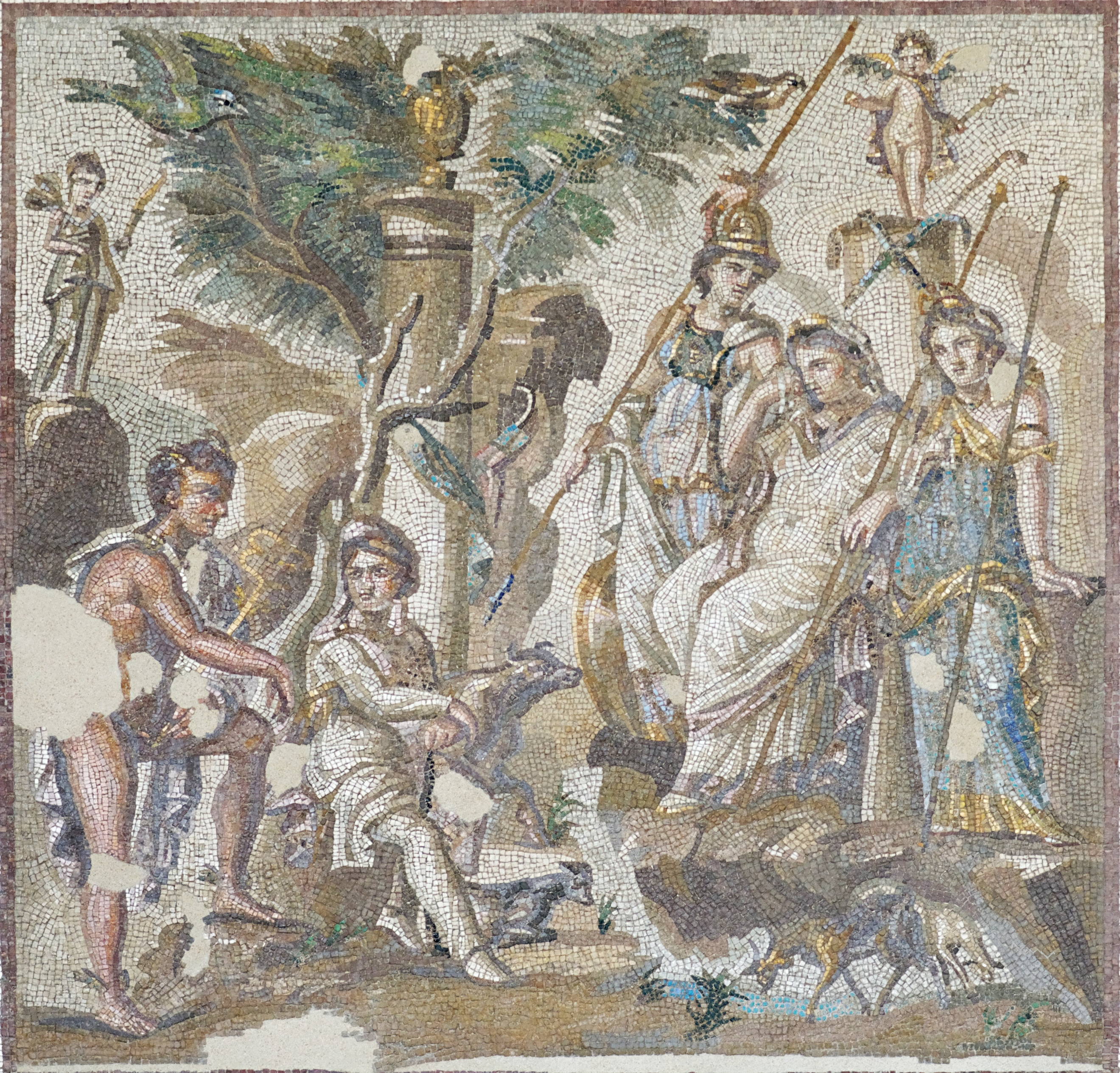
Das Urteil des Paris, Mosaik aus Antiochia

Da die moderne Stadt auf der durch Schwemmerde des Orontes mehrere Meter hoch verschütteten antiken Stadt liegt, sind praktisch keine antiken Überreste zu sehen. Nur die eindrucksvolle Stadtmauer hat sich zum Teil auf dem Berg Silpios über Antakya erhalten. Spärliche Reste des Aquädukts, der nach Norden auf den Silpios verlief, und des Theaters sind noch sichtbar, während der kaiserliche Palast gänzlich verschwunden ist. Beeindruckend ist das 30 m große Eiserne Tor in der Parmenios-Schlucht. Kürzlich (Stand 2006) wurden Grundmauern von Gebäuden in der Neustadt außerhalb der Stadtmauern entdeckt.
Funde aus dem antiken Antiochia befinden sich im Archäologischen Museum von Antakya. Bemerkenswert ist die Sammlung römischer Mosaike, die vor allem während der Ausgrabungen der Princeton University 1933–1939 gefunden wurden.
Ein Gebäudekomplex mit Mosaiken und Bädern wird seit 2010 ausgegraben und ist unter dem Museum Hotel Antakya in situ erhalten.
Nur eine frühchristliche Kirche ist noch zu sehen, die St.-Petrus-Grotte, etwas außerhalb an einem Berghang gelegen. Der Legende nach soll sie vom Apostel Petrus geweiht worden sein, der heutige Bau ist jedoch wesentlich jünger (die gegenwärtige Fassade stammt aus dem Jahr 1863, die ältesten Teile im Inneren jedoch noch aus der Antike).

## Daphne

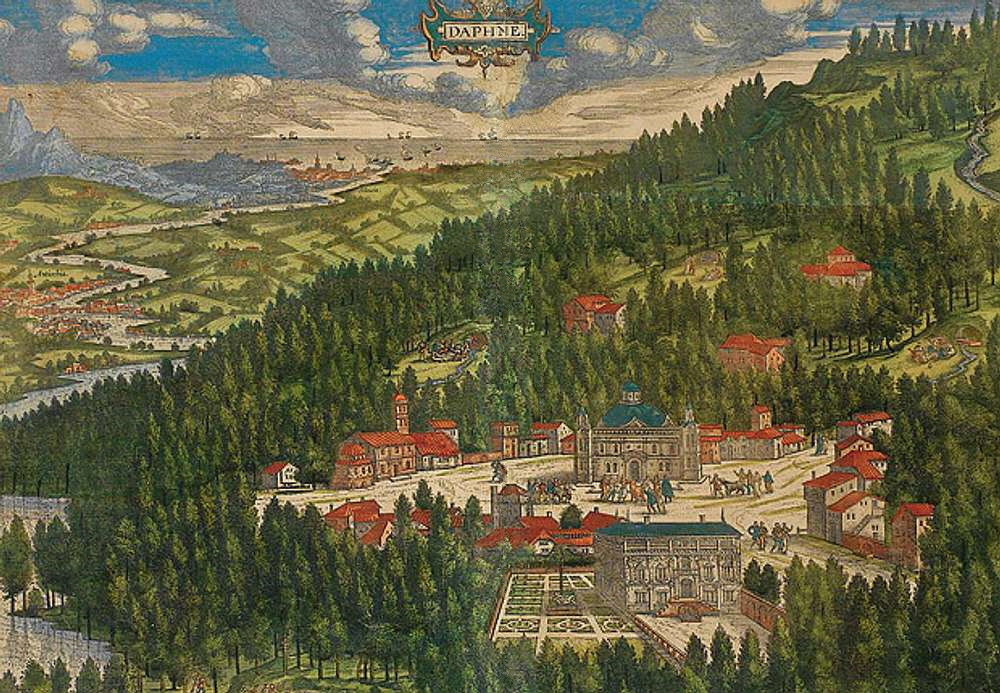
Abraham Ortelius: Daphne

Mit zahlreichen Quellen, welche das Trinkwasser für die Stadt lieferten, und riesigen Lorbeerbäumen liegt etwa acht Kilometer südlich die Vorstadt Daphne (heute Harbiye), doch geht die moderne Bebauung ineinander über. Die Örtlichkeit, während der Römerzeit ein Villenvorort der reichen Antiochener Bürger, war nach der Nymphe Daphne benannt. Diese wollte sich angeblich hier vor Apollon verstecken, indem sie sich in einen Lorbeerbaum verwandelte: Daher wurden im Hain von Daphne die Nymphen verehrt. Die eigentliche Version dieser Geschichte spielt jedoch im griechischen Delphi. König Antiochos IV. veranstaltete hier im Jahre 166 v. Chr. ein glanzvolles Fest mit Truppenparade; ihm folgte mit einer ähnlichen Veranstaltung Antiochos VIII. Gnaeus Pompeius Magnus vergrößerte im Jahre 64 v. Chr. das Gebiet des Haines. Die ägyptische Königin Kleopatra VII. soll hier im Jahre 41 v. Chr. den römischen Feldherrn Marcus Antonius geheiratet haben. Ein Erdbeben zerstörte am 9. April 37 n. Chr. einen Teil von Daphne. Seit der Zeit des Kaisers Claudius (41–54) wurden einige Wettkämpfe der Olympischen Spiele von Antiochia in Daphne durchgeführt. Aus der kaiserlichen Villa am Orte stammt ein großes Fußbodenmosaik mit Jagdszenen, das sich im Louvre in Paris befindet; andere Stücke sind im Museum von Antakya zu sehen. An der Quelle Kastalia befand sich ein Orakel. Es verstummte angeblich, nachdem Gallus hier die sterblichen Überreste des Bischofs Babylas hatte bestatten lassen. Gallus’ Bruder, Kaiser Julian, ließ sie entfernen und den Ort entsühnen. Der Tempel des Apollon mit einem Chryselephantinebild (Goldelfenbeinbild) des Gottes brannte im Oktober 362 ab. Libanios gibt in seiner Lobrede auf Antiochia ein hymnisches Bild von Daphne, das er als Ort der Götter auf Erden bezeichnet (Antiochikos 236 A und 237). Laut Prokopios von Caesarea opferte später noch König Chosrau I. 540 im Hain von Daphne den Nymphen. Heutzutage ist der einst so lobend beschriebene Ort jedoch touristisch völlig übererschlossen und vermittelt nur noch einen schwachen Abglanz einstiger antiker Idylle. Das hochgelegene Daphne bietet einen weiten Blick über das Orontestal, der allerdings wegen der modernen Bebauung kaum noch wahrgenommen werden kann.

## Umgebung
Oberhalb von Antiochia befindet sich im Gebirge ein monumentales, Charonion genanntes Felsbild. Nach Johannes Malalas, dem Chronisten von Antiochia, errichteten die Bewohner der Stadt das über fünf Meter hohe Monument unter Antiochos IV. als Schutz vor einer Seuche. Es handelt sich um die Büste einer mit einer Tiara bedeckten Gestalt, auf deren rechter Schulter eine kleinere Figur steht. Wolfram Hoepfner interpretiert die Gruppe als Allegorien der alten Unter- und der neuen, Epiphaneia genannten Oberstadt. Da die neue Oberstadt weder vom Orontes noch von der Altstadt aus zu sehen war, habe die mächtige, von der Agora der Altstadt aus zu erblickende Felsbildgruppe auf die Position der Neustadt verwiesen. Hatice Pamir deutete 2017 das Felsrelief als Darstellung der Muttergottheit Kybele mit der Stadtgöttin Tyche auf ihrer Schulter.

## Berühmte Bürger
- Agabus († im 1. Jahrhundert), Prophet aus Jerusalem
- Apollinaris von Ravenna, Kirchenlehrer, Heiliger
- Ammianus Marcellinus (* um 330; † um 395), Historiker
- Aphthonios, Sophist und Rhetoriker
- Aulus Licinius Archias (* 118 v. Chr.), Dichter
- Marcian von Syrakus (1. Jahrhundert nach Chr. – um 68 n. Chr.), gilt als der erste Verbreiter des christlichen Glaubens in Syrakus auf Sizilien
- Nikolaus (* um 1; † im 1. Jahrhundert), Proselyt aus Antiochia und einer der Sieben Diakone der Jerusalemer Urgemeinde
- Babylas († 253 n. Chr.), Märtyrer
- Diodoros von Tarsos († vor 394), Presbyter und Bischof des 4. Jahrhunderts
- Erasmus von Antiochia (* um 240; † 303), Bischof und Märtyrer
- Georg von Antiochien (* um 1090; † 1151), Heerführer und hoher Hofbeamter unter Roger II. von Sizilien
- Ignatius von Antiochia († 2. Jahrhundert), Bischof von Antiochien
- Johannes Chrysostomos (* um 349; † 407), Kirchenvater, Patriarch von Konstantinopel
- Johannes von Antiochia, Historiker
- Johannes Malalas (* um 490; † nach 570), oströmischer Historiker
- Libanios (* 314; † nach 393), Rhetoriker
- Pelagia († 457), Büßerin; Schutzpatronin der Komödianten und Schauspieler
- Stephan von Pisa, Arzt und Autor, ab 1125/27 und bis mindestens um 1140 in der Stadt
- Symeon Stylites der Jüngere (521–592), syrischer Säulenheiliger
- Theodor von Mopsuestia (350–428/429), christlicher Theologe und Bischof der Stadt Mopsuestia
- Theodoret (* 393; † um 460), Bischof von Kyrrhos, Theologe und Kirchenhistoriker
- Theodosios I. Borradiotes, Patriarch von Konstantinopel (1179–1183)

Für Personen, die in Antakya nach 1850 geboren wurden, siehe: Antakya#Söhne und Töchter der Stadt.